# توني مندوزا (مصور)
توني مندوزا (بالإنجليزية: Tony Mendoza)‏ هو مصور أمريكي، ولد في 21 يوليو 1941 في هافانا في كوبا.